# Онисифору, Кипрос
Кипрос Онисифору (греч. Κύπρος Ονησιφόρου; род. 7 ноября 1993, Кипр) — кипрский футболист, вратарь клуба «Неа Саламина».

## Клубная карьера
В сезоне 2013/14 выступал в молодёжном первенстве Кипра за «Арис» из Лимасола. Затем стал игроком клуба «Курис Эримис», выступающем в четвёртом по силе первенстве Кипра. В середине 2015 года на правах аренды перешёл в «Аматус Айос Тихонас» из третьего дивизиона. Дебютировал за команду 20 сентября в матче с «Алки Ороклини», завершившемся со счётом 1:0 в пользу соперника. В общей сложности в сезоне провёл за команду 25 матчей, в которых пропустил 38 мячей. По окончании аренды вернулся в «Курис Эримис». В сезоне 2018/19 провёл 6 матчей за клуб «Пейя 2014».
В августе 2020 года подписал контракт с «Неа Саламина», рассчитанный на один сезон. 3 октября в её составе дебютировал в чемпионате Кипра в матче с «Пафосом».

## Статистика выступлений

### Клубная статистика
| Выступление      | Выступление      | Выступление      | Лига | Лига | Кубки | Кубки | Конт.кубки | Конт.кубки | Итого | Итого |
| Клуб             | Лига             | Сезон            | Игры | Голы | Игры  | Голы  | Игры       | Голы       | Игры  | Голы  |
| ---------------- | ---------------- | ---------------- | ---- | ---- | ----- | ----- | ---------- | ---------- | ----- | ----- |
| Неа Саламина     | Дивизион А       | 2020/21          | 1    | -1   | 0     | 0     | 0          | 0          | 1     | -1    |
| Неа Саламина     | Итого            | Итого            | 1    | -1   | 0     | 0     | 0          | 0          | 1     | -1    |
| Всего за карьеру | Всего за карьеру | Всего за карьеру | 1    | -1   | 0     | 0     | 0          | 0          | 1     | -1    |